# 東斯洛伐克博物館

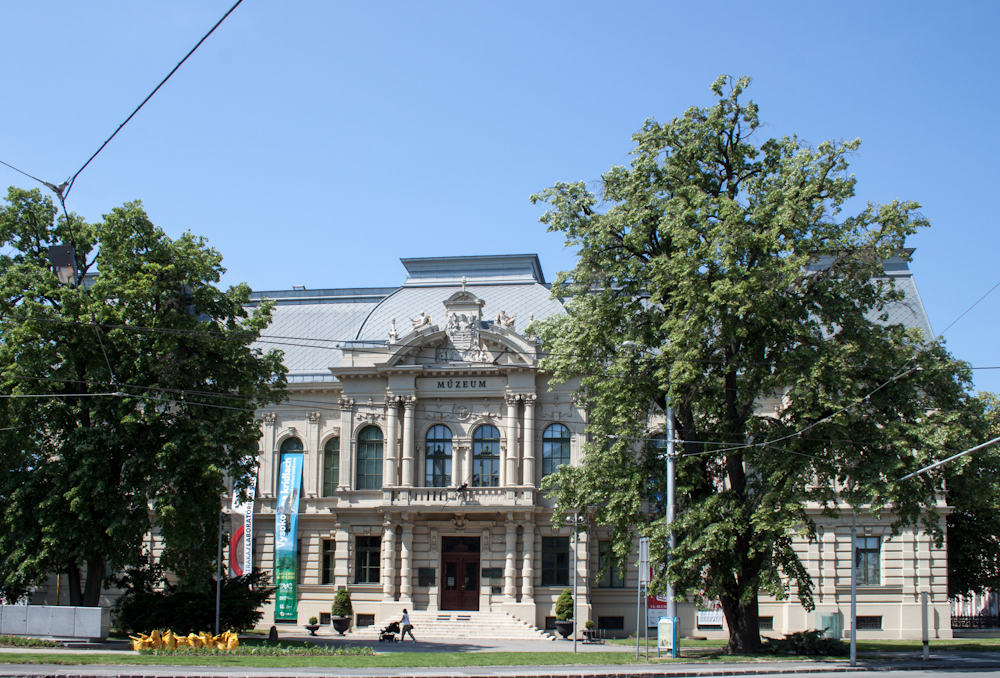
東斯洛伐克博物館

東斯洛伐克博物館是位於斯洛伐克城市科希策的一座博物館。

## 历史
東斯洛伐克博物館是斯洛伐克歷史最久的博物館之一，成立於1872年。博物館的建築是一座新文藝復興風格建築，修建於20世紀初期。

## 外部連結
- The East Slovak Museum — Cassovia.info
- The East Slovak Museum — Muzeum.sk

48°43′38″N 21°15′12″E / 48.72722°N 21.25333°E